# Dilophus emarginatus
Dilophus emarginatus är en tvåvingeart som beskrevs av Mcatee 1922. Dilophus emarginatus ingår i släktet Dilophus och familjen hårmyggor.
Artens utbredningsområde är Kalifornien. Inga underarter finns listade i Catalogue of Life.